# Rogelio Domínguez
Rogelio Antonio Domínguez López (* 9. März 1931 in Buenos Aires, Argentinien; † 23. Juli 2004 ebenda) war ein argentinischer Fußballtorwart.

## Leben
Domínguez spielte von 1957 bis 1962 für Real Madrid und gewann mit dem „Weißen Ballett“ zweimal den Europapokal der Landesmeister sowie in den Jahren 1957, 1958 und 1961 die spanische Meisterschaft. In seiner Jugend lernte er von 1946 bis 1948 beim argentinischen Club River Plate. Weitere Stationen waren Racing Club, abermals River Plate, CA Vélez Sársfield, Club Atlético Cerro, Nacional Montevideo und schließlich Flamengo.
Nach Beendigung seiner Torhüterlaufbahn 1971 war er bis 1986 bei den Vereinen San Lorenzo, Boca Juniors und Racing Club als Trainer tätig.
Domínguez starb an einem Herzinfarkt am 23. Juli 2004 in Buenos Aires.